# Vincentius Sensi Potokota
Vincentius Sensi Potokota, né le 11 juillet 1951 à Saga dans les Petites îles de la Sonde orientales et mort le 19 novembre 2023, est un évêque indonésien,  archevêque d'Ende en Indonésie depuis 2007.

## Biographie
Vincentius Sensi Potokota est ordonné prêtre le 11 mai 1980. 
Le 14 décembre 2005, Benoît XVI le nomme évêque du diocèse de Maumere nouvellement créé. 
Il reçoit l'ordination épiscopale des mains du cardinal Julius Riyadi Darmaatmadja, archevêque de Jakarta, le 23 avril suivant, tout juste quelques jours après la disparition de Mgr Longinus Da Cunha, archevêque d'Ende dont Maumere est suffragant.
Un an plus tard, le 14 avril 2007, c'est lui que le pape appelle sur le siège métropolitain d'Ende.